# Hou’an (köpinghuvudort i Kina, Hainan Sheng, lat 18,87, long 110,45)
Hou'an är en köpinghuvudort i Kina. Den ligger i provinsen Hainan, i den södra delen av landet, omkring 130 kilometer söder om provinshuvudstaden Haikou. Antalet invånare är 43 845. Befolkningen består av 20 905 kvinnor och 22 940 män. Barn under 15 år utgör 21,0 %, vuxna 15-64 år 69 %, och äldre över 65 år 8,0 %.
Runt Hou'an är det tätbefolkat, med 356 invånare per kvadratkilometer. Närmaste större samhälle är Wanning, 10,0 km sydväst om Hou'an. Omgivningarna runt Hou'an är en mosaik av jordbruksmark och naturlig växtlighet.
Genomsnittlig årsnederbörd är 2 185 millimeter. Den regnigaste månaden är september, med i genomsnitt 364 mm nederbörd, och den torraste är januari, med 20 mm nederbörd.